# Avaliden
Avaliden är en by i Norsjö kommun cirka 7 km söder om Norsjö i Västerbottens län. Byn ligger i Norsjö socken och har nu inga helårsboende.
Vid folkräkningen den 31 december 1890 bodde 39 personer i byn Avaliden, men det bor nu inga helårsboende i byn. Liksom stora delar av Sveriges lantbygd har Avaliden avfolkats, och till den punkt då byn i praktiken endast är säsongsbebodd. 
Då Avaliden nämnts i lokalliteraturen, samt i statistiska dokument, har dess historiska inflytande varit märkbar inom lokalkulturen.
Det finns en till by utanför Tavelsjö som även denna heter Avaliden.